# Liste des arbres au Québec

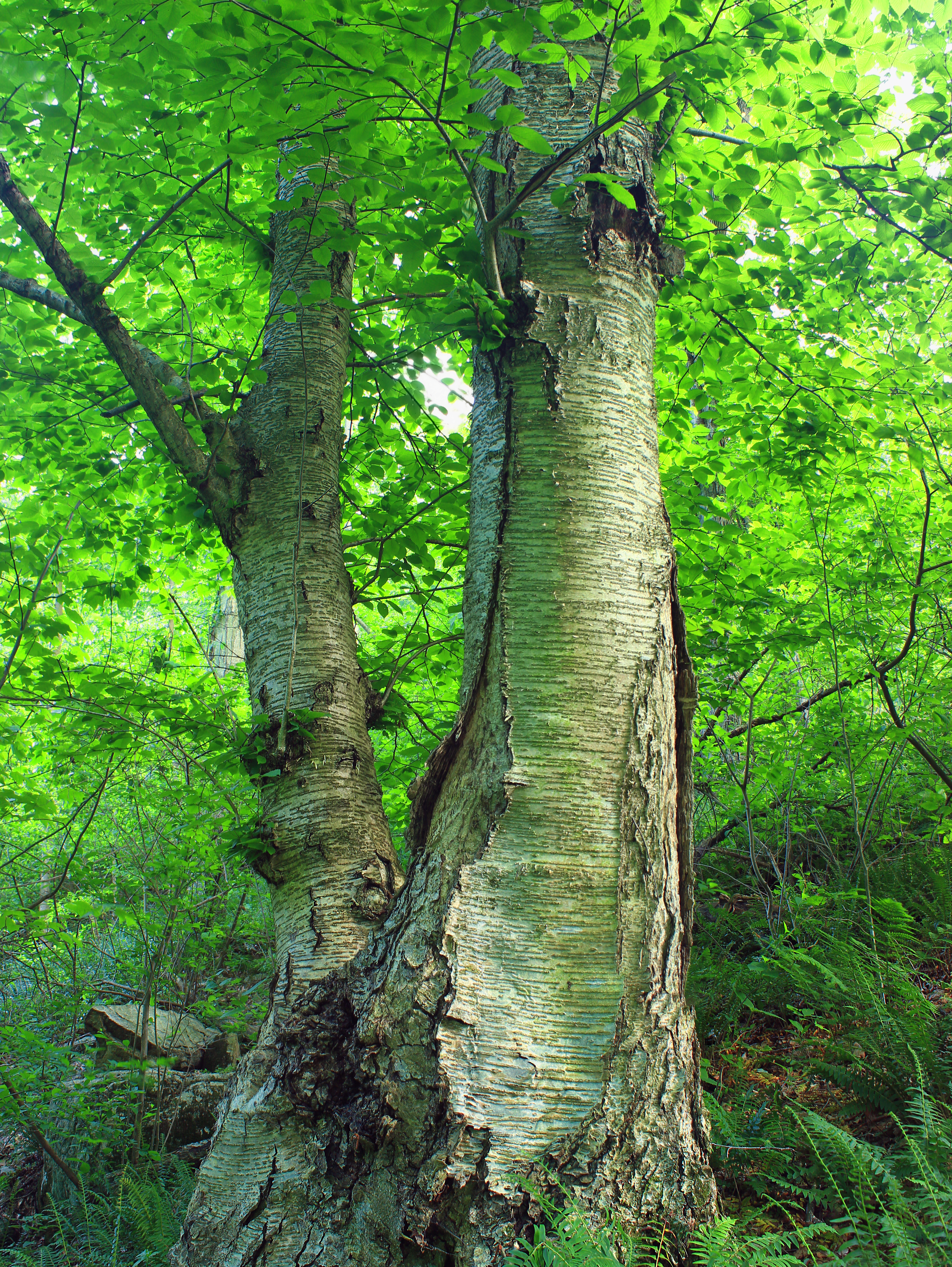
Le bouleau jaune est l'arbre emblématique du Québec.

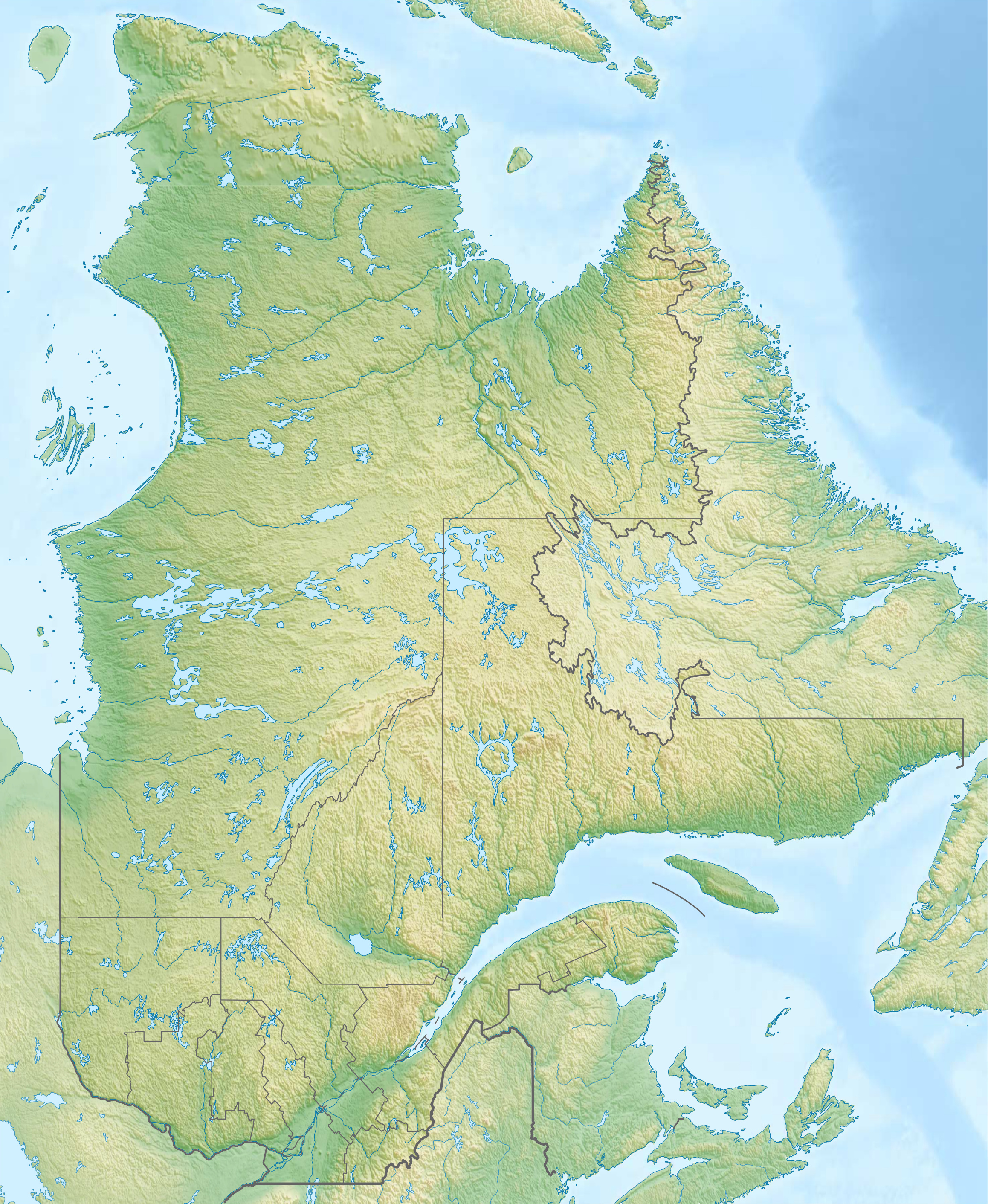
Carte topographique du Québec.

Localisation du Québec au Canada.

Cette liste recense les arbres au Québec. Elle comporte 140 espèces d'arbres, dont 99 indigènes, 40 introduites et une extirpée.
La liste se base sur deux sources : Les arbres du Canada, 2017 de John Laird Farrar, et VASCAN, la Base de données des plantes vasculaires du Canada.  Pour chaque espèce on trouve le nom binomial suivi de la citation d'auteurs, le nom vulgaire et son statut dans la province :  indigène, introduit ou extirpé.  Les noms vulgaires et le statut proviennent de VASCAN.  Le statut – indigène ou introduit – concerne spécifiquement le territoire du Québec : une espèce peut être introduite dans la province, mais indigène ailleurs au Canada. Par introduit, on désigne un « taxon établi (naturalisé) dans une région autre que son aire d'origine, après y avoir été introduit délibérément ou accidentellement dans le cadre d'activités humaines ».

## OrdrePinales

### FamilleCupressaceae
- Juniperus communis L., 1753  / Genévrier commun  /  Indigène
- Juniperus horizontalis Moench, 1794  / Genévrier horizontal /  Indigène
- Juniperus virginiana  L., 1753  / Genévrier de Virginie /  Indigène
- Thuja occidentalis L., 1753  / Thuya occidental /  Indigène

### FamillePinaceae
- Pinus strobus L., 1753  / Pin blanc /  Indigène
- Pinus rigida Mill., 1768  / Pin rigide /  Indigène
- Pinus resinosa Aiton, 1789  / Pin rouge /  Indigène
- Pinus banksiana Lamb., 1803  / Pin gris /  Indigène
- Pinus sylvestris L., 1753  / Pin sylvestre /  Introduit
- Pinus nigra R. Legay, 1785  / Pin noir d'Autriche /  Introduit
- Pinus mugo Turra, 1764  / Pin mugo /  Introduit
- Larix laricina  (Du Roi) K.Koch, 1873  / Mélèze laricin /  Indigène
- Larix decidua Mill., 1768  / Mélèze d'Europe /  Introduit
- Abies balsamea (L.) Mill., 1768  / Sapin baumier /  Indigène
- Picea glauca (Moench) Voss, 1907  / Épinette blanche /  Indigène
- Picea rubens Sarg., 1898  / Épinette rouge /  Indigène
- Picea mariana Mill.,Briton, Sterns & Poggenburg  / Épinette noire /  Indigène
- Picea abies (L.) H. Karst, 1881  / Épinette de Norvège /  Introduit
- Tsuga canadensis (L.) Carrière, 1855  / Pruche du Canada /  Indigène
- Taxus canadensis Marshall, 1785  / If du Canada /  Indigène

## OrdreSapindales

### FamilleSapindaceae
- Acer saccharum Marsh., 1785  / Érable à sucre /  Indigène
- Acer nigrum L., 1753  / Érable noir /  Indigène
- Acer rubrum L., 1753  / Érable rouge /  Indigène
- Acer saccharinum L., 1753  / Érable argenté /  Indigène
- Acer negundo L., 1753  / Érable à Giguère /  Introduit
- Acer spicatum Lam.  / Érable à épis /  Indigène
- Acer pensylvanicum L., 1753  / Érable de Pennsylvanie /  Indigène
- Acer platanoides L., 1753  / Érable de Norvège /  Introduit
- Acer ginnala (Maxim.) Wesm., 1890  / Érable de l'Amour /  Introduit
- Aesculus hippocastanum L., 1753  / Marronnier d’Inde /  Introduit
- Phellodendron amurense Rupr., 1857  / Phellodendron de l'Amour /  Introduit

### FamilleRutaceae
- Zanthoxylum americanum Mill., 1768  / Clavalier d'Amérique /  Indigène
- Ptelea trifoliata L. (1753)  / Ptéléa trifolié /  Introduit

### FamilleAnacardiaceae
- Rhus glabra L.  / Sumac glabre / Extirpé
- Rhus typhina L., 1756  / Sumac vinaigrier /  Indigène
- Toxicodendron vernix Stokes F.Barkley  / Sumac à vernis /  Indigène

### FamilleSimaroubaceae
- Ailanthus altissima (Mill.) Swingle, 1916  / Ailante glanduleux /  Introduit

## OrdreLamialesouScrophulariales

### FamilleOleaceae
- Fraxinus americana L., 1753  / Frêne blanc /  Indigène
- Fraxinus pennsylvanica Marshall  / Frêne rouge /  Indigène
- Fraxinus nigra Marshall, 1785  / Frêne noir /  Indigène
- Syringa vulgaris Linné, 1753  / Lilas commun /  Introduit

## OrdreDipsacales

### FamilleCaprifoliaceae
- Sambucus canadensis L., 1753  / Sureau blanc /  Indigène
- Sambucus racemosa L., 1753  / Sureau rouge /  Indigène
- Viburnum lentago L., 1753  / Viorne flexible /  Indigène
- Viburnum opulus L., 1753  / Viorne obier /  Introduit
- Viburnum lantana L., 1753  / Viorne mancienne /  Introduit
- Viburnum edule (Michx.) Raf., 1808  / Viorne comestible /  Indigène
- Viburnum trilobum Marshall  / Viorne trilobée /  Indigène

## OrdreCornales

### FamilleCornaceae
- Cornus alternifolia L., 1758  / Cornouiller à feuilles alternes /  Indigène

## OrdreCelastrales

### FamilleCelastraceae
- Euonymus europaeus L. 1753  / Fusain d'Europe /  Introduit
- Euonymus alatus (Thunb.) Siebold  / Fusain ailé /  Introduit

## OrdreGentianales

### FamilleRubiaceae
- Cephalanthus occidentalis L., 1753  / Céphalanthe occidental /  Indigène

## OrdreRosales

### FamilleElaeagnaceae
- Shepherdia argentea (Pursh) Nutt., 1818  / Shépherdie argentée /  Introduit
- Shepherdia canadensis (L.)  Nutt.  / Shépherdie du Canada /  Indigène
- Hippophae rhamnoides L., 1753  / Argousier faux-nerprun /  Introduit
- Elaeagnus angustifolia L., 1753  / Olivier de Bohême /  Introduit
- Elaeagnus commutata Bernhardi ex Rydberg, 1917  / Chalef argenté /  Indigène

### FamilleRosaceae
- Sorbus decora C.K.Schneid.  / Sorbier plaisant /  Indigène
- Sorbus americana Marsh., 1785  / Sorbier d'Amérique /  Indigène
- Sorbus aucuparia L., 1753  / Sorbier des oiseleurs /  Introduit
- Amelanchier arborea (F.Michx.) Fernald, 1941  / Amélanchier arborescent /  Indigène
- Amelanchier laevis Wiegand, 1912  / Amélanchier glabre /  Indigène
- Amelanchier sanguinea (Pursh) DC., 1825  / Amélanchier sanguin /  Indigène
- Amelanchier bartramiana (Tausch) M.Roem., 1847  / Amélanchier de Bartram /  Indigène
- Malus sylvestris (L.) Mill. 1768  / Pommier sauvage /  Introduit
- Prunus cerasus L., 1753  / Cerisier acide /  Introduit
- Prunus pensylvanica L.f., 1782  / Cerisier de Pennsylvanie /  Indigène
- Prunus serotina Ehrh., 1788  / Cerisier tardif /  Indigène
- Prunus virginiana L., 1753  / Cerisier de Virginie /  Indigène
- Prunus nigra Aiton, 1789  / Prunier noir /  Indigène
- Prunus americana Marshall, 1785  / Prunier d'Amérique /  Introduit
- Crataegus chrysocarpa Ashe, 1900  / Aubépine dorée /  Indigène
- Crataegus punctata Jacq.  / Aubépine ponctuée /  Indigène
- Crataegus mollis (Torr. & A.Gray) Scheele, 1848  / Aubépine duveteuse /  Indigène
- Crataegus crus-galli L., 1753  / Aubépine ergot de Coq /  Indigène
- Crataegus coccinea L., 1753  / Aubépine écarlate /  Indigène
- Crataegus succulenta ader (Schrad. ex Link  / Aubépine succulente /  Indigène
- Crataegus flabellata (Bosc ex Spach) Rydb.  / Aubépine flabelliforme /  Indigène
- Crataegus monogyna Jacq., 1775  / Aubépine monogyne /  Introduit

## OrdreJuglandales

### FamilleJuglandaceae
- Juglans cinerea L., 1759  / Noyer cendré /  Indigène
- Juglans nigra L., 1753  / Noyer noir /  Introduit
- Carya ovata (Mill.) K.Koch, 1869  / Caryer ovale /  Indigène
- Carya cordiformis (Wangenh.) K.Koch, 1869  / Caryer cordiforme /  Indigène

## OrdreFabales

### FamilleFabaceae
- Robinia pseudoacacia L., 1753  / Robinier faux-acacia /  Introduit
- Caragana arborescens Fabr.  / Caragana arborescent /  Introduit

## OrdreUrticales

### FamilleMoraceae
- Morus alba L., 1753  / Mûrier blanc /  Introduit

### FamilleUlmaceae
- Ulmus americana L., 1753  / Orme d'Amérique /  Indigène
- Ulmus thomasii Sarg., 1902  / Orme liège /  Indigène
- Ulmus rubra Muhl., 1793  / Orme rouge /  Indigène
- Ulmus pumila L.  / Orme de Sibérie /  Introduit
- Celtis occidentalis L., (1753)  / Micocoulier occidental /  Indigène

## OrdreHamamelidales

### FamillePlatanaceae
- Platanus occidentalis L., 1753  / Platane occidental /  Indigène

## OrdreFagales

### FamilleFagaceae
- Quercus rubra L., 1753  / Chêne rouge d'Amérique /  Indigène
- Quercus alba L., 1753  / Chêne blanc /  Indigène
- Quercus macrocarpa Michx.  / Chêne à gros fruits /  Indigène
- Quercus bicolor Willd., 1801  / Chêne bicolore /  Indigène
- Fagus grandifolia Ehrh., 1788  / Hêtre à grandes feuilles /  Indigène

### FamilleBetulaceae
- Betula papyrifera Marshall, 1785  / Bouleau à papier /  Indigène
- Betula cordifolia Regel, 1861  / Bouleau à feuilles cordées /  Indigène
- Betula ×caerulea-grandis Blanchard / Bouleau bleu /  Indigène
- Betula populifolia Marshall, 1785  / Bouleau gris /  Indigène
- Betula alleghaniensis Britton, 1904  / Bouleau jaune /  Indigène
- Alnus incana (L.) Moench 1794  / Aulne blanc /  Indigène
- Alnus viridis subsp. crispa (Aiton) Raus  / Aulne crispé /  Indigène
- Alnus serrulata (Aiton) Willd.  / Aulne tendre /  Indigène
- Carpinus caroliniana Walter, 1788  / Charme de Caroline /  Indigène
- Ostrya virginiana (Mill.) K.Koch  / Ostryer de Virginie /  Indigène
- Corylus cornuta Marshall, 1785  / Noisetier à long bec /  Indigène
- Corylus americana Marshall, 1785  / Noisetier d'Amérique /  Indigène

## OrdreHamamelidales

### FamilleHamamelidaceae
- Hamamelis virginiana L., 1753  / Hamamélis de Virginie /  Indigène

## OrdreCelastrales

### FamilleAquifoliaceae
- Ilex verticillata (L.) A.Gray  / Houx verticillé /  Indigène
- Ilex mucronata (L.) M.Powell, Savol. & S.Andrews, 2000  / Némopanthe mucroné /  Indigène

## OrdreRhamnales

### FamilleRhamnaceae
- Rhamnus cathartica L., 1753  / Nerprun cathartique /  Introduit
- Frangula alnus Mill., 1768  / Nerprun bourdaine /  Introduit

## OrdreMalvales

### FamilleTiliaceae
- Tilia americana L., 1753  / Tilleul d'Amérique /  Indigène

## OrdreSalicales

### FamilleSaliceae
- Salix amygdaloides Andersson  / Saule à feuilles de pêcher /  Indigène
- Salix bebbiana Sarg., 1895  / Saule de Bebb /  Indigène
- Salix arbusculoides Andersson  / Saule arbustif /  Indigène
- Salix discolor Muhl.  / Saule discolore /  Indigène
- Salix pyrifolia Andersson  / Saule baumier /  Indigène
- Salix lucida var. lucida Muhl.  / Saule brillant /  Indigène
- Salix pentandra L.  / Saule laurier /  Introduit
- Salix nigra Marshall, 1785  / Saule noir /  Indigène
- Salix fragilis L., 1753  / Saule fragile /  Introduit
- Salix alba L., 1753  / Saule blanc /  Introduit
- Salix alaxensis Andersson, Coville  / Saule feutré /  Indigène
- Salix petiolaris Sm.  / Saule à long pétiole /  Indigène
- Salix eriocephala Michx., 1803  / Saule à tête laineuse /  Indigène
- Salix pellita Anders. 1891  / Saule satiné /  Indigène
- Salix viminalis L., 1753  / Saule des vanniers /  Introduit
- Salix purpurea L., 1753  / Saule pourpre /  Introduit
- Salix daphnoides Vill. 1779  / Saule faux-daphné /  Introduit
- Populus balsamifera L., 1753  / Peuplier baumier /  Indigène
- Populus ×jackii Sarg.  / Peuplier hybride de Jack /  Indigène
- Populus deltoides W. Bartram ex Marshall, 1785  / Peuplier deltoïde /  Indigène
- Populus tremuloides Michx., 1803  / Peuplier faux-tremble /  Indigène
- Populus grandidentata Michx., 1803  / Peuplier à grandes dents /  Indigène
- Populus nigra L., 1753  / Peuplier noir /  Introduit
- Populus alba L., 1753  / Peuplier blanc /  Introduit
- Populus ×canadensis Moench, 1785  / Peuplier de Caroline /  Indigène